# Битва (фильм, 2019)
«Би́тва» — российский драматический фильм Анара Аббасова. Премьера фильма в России состоялась 29 августа 2019 года.

## Сюжет
Фильм о талантливом танцоре стрит данса Антоне, который в ходе баттла получил травму, повлёкшую потерю слуха, после чего стал учить танцевать глухих детей, а также привёл свою команду к победе…

## В ролях
| Актёр             | Роль                              |
| ----------------- | --------------------------------- |
| Риналь Мухаметов  | Антон («Пуля»)                    |
| Анна Исаева       | «Кэт»                             |
| Екатерина Кукуй   | Настя                             |
| Илья Антоненко    | «Самурай»                         |
| Игорь Миркурбанов | Дмитрий Александрович Котлов      |
| Виталий Коваленко | отчим Антона                      |
| Анфиса Сёмина     | Яна, сестра Антона                |
| Алла Еминцева     | мама Антона                       |
| Артём Карпов      | Костя Романычев («Рыжий»)         |
| Дмитрий Хасис     | ведущий                           |
| Ян Гэ             | певица                            |
| Сергей Гамов      | врач-отоларинголог                |
| Ольга Белявская   | Вита Валентиновна, директор школы |
| Евгений Карпов    | охранник в школе                  |